# Trash (canção)
"Trash" é uma canção da banda britânica Suede, o primeiro single de seu terceiro álbum de estúdio, Coming Up (1996). Lançado em 29 de julho de 1996 pela Nude Records, "Trash" foi o primeiro single em que todas as canções foram compostas sem o guitarrista Bernard Butler, já que Richard Oakes havia assumido seu lugar. O single está empatado com "Stay Together" como o mais bem colocado da banda na parada britânica, chegando ao número três; no entanto, vendeu mais que o anterior, tornando-se assim seu single mais vendido. Fora do Reino Unido, liderou a parada finlandesa e alcançou o top cinco na Dinamarca, na Islândia e na Suécia. A Melody Maker classificou "Trash" em quarto lugar em sua lista de "Singles do Ano" em 1996.

## Posição nas paradas musicais
| Parada (1996)                                 | Melhor posição |
| --------------------------------------------- | -------------- |
| Austrália (ARIA)                              | 119            |
| Bélgica (Ultratip Bubbling Under de Flandres) | 15             |
| Canadá (RPM Rock/Alternative)                 | 16             |
| Dinamarca (IFPI)                              | 3              |
| Europa (Eurochart Hot 100)                    | 19             |
| Finlândia (Suomen virallinen lista)           | 1              |
| Islândia (Íslenski Listinn Topp 40)           | 2              |
| Irlanda (IRMA)                                | 19             |
| Países Baixos (Single Top 100 Tipparade)      | 15             |
| Noruega (VG-lista)                            | 12             |
| Escócia (Scottish Singles Chart)              | 3              |
| Suécia (Sverigetopplistan)                    | 5              |
| Reino Unido (UK Singles Chart)                | 3              |

| Parada (1996)                       | Posição |
| ----------------------------------- | ------- |
| Islândia (Íslenski Listinn Topp 40) | 18      |
| Suécia (Sverigetopplistan)          | 55      |

## Certificações
| Região                                                                                                  | Certificação | Vendas   |
| --- | ------------ | -------- |
| Reino Unido (BPI)                                                                                       | Prata        | 200,000^ |
| *números de vendas baseados somente na certificação ^números de vendas baseados somente na certificação |              |          |